# Cyriel Dessers
Cyriel Dessers (Tongeren, Bélgica, 8 de diciembre de 1994) es un futbolista belga nacionalizado nigeriano. Juega en la demarcación de delantero para el Rangers F. C. de la Scottish Premiership.

## Trayectoria
Empezó a formarse como futbolista desde muy pequeño en la disciplina del OH Leuven. Estuvo ascendiendo de categorías hasta que en 2013 finalmente subió al primer equipo haciendo su debut el 16 de marzo de 2014 en un partido de la Primera División de Bélgica contra el RAEC Mons, tras sustituir a Evariste Ngolok en el minuto 77. Tras no disfrutar de más ocasiones además de un partido de play-off, se marcó traspasado al KSC Lokeren Oost-Vlaanderen, donde anotó un total de siete goles en 40 partidos. Posteriormente pasó por el NAC Breda y por el FC Utrecht. Sus 17 tantos en 56 partidos le valieron para fichar por el Heracles Almelo de la Eredivisie, con el que logró el premio de máximo goleador de la Eredivisie 2019-20 al lograr anotar, junto a Steven Berghuis, 15 goles. En el equipo de Almelo solo estuvo una temporada, ya que el 30 de junio de 2020 se hizo oficial su vuelta al fútbol belga tras fichar por el K. R. C. Genk hasta 2024.
El 31 de agosto de 2021 volvió a los Países Bajos tras ser cedido al Feyenoord. Ayudó al equipo a clasificarse para la final de la primera edición de la Liga Europa Conferencia de la UEFA con diez goles, pero la opción de compra que incluía la cesión no fue ejercida debido a la cantidad de dinero que pedía el K. R. C. Genk. Con este empezó la siguiente temporada, marcando tres goles en el mismo número de partidos, hasta que el 10 de agosto fue traspasado a la U. S. Cremonese.

## Estadísticas

### Clubes
Actualizado al último partido disputado el 17 de mayo de 2025.
| Club                             | País         | Año       | Partidos | Goles |
| -------------------------------- | ------------ | --------- | -------- | ----- |
| OH Leuven                        | Bélgica      | 2013-2014 | 2        | 0     |
| K. S. C. Lokeren Oost-Vlaanderen | Bélgica      | 2014-2016 | 40       | 7     |
| NAC Breda                        | Países Bajos | 2016-2017 | 40       | 29    |
| F. C. Utrecht                    | Países Bajos | 2017-2019 | 56       | 17    |
| Heracles Almelo                  | Países Bajos | 2019-2020 | 29       | 17    |
| K. R. C. Genk                    | Bélgica      | 2020-2021 | 40       | 8     |
| Feyenoord (cedido)               | Países Bajos | 2021-2022 | 41       | 20    |
| K. R. C. Genk                    | Bélgica      | 2022      | 3        | 3     |
| U. S. Cremonese                  | Italia       | 2022-2023 | 29       | 7     |
| Rangers F. C.                    | Escocia      | 2023-     | 109      | 51    |

## Palmarés

### Títulos nacionales
| Título                     | Club          | País    | Año  |
| -------------------------- | ------------- | ------- | ---- |
| Copa de Bélgica            | K. R. C. Genk | Bélgica | 2021 |
| Copa de la Liga de Escocia | Rangers F. C. | Escocia | 2024 |

### Distinciones individuales
| Distinción                       | Año     |
| -------------------------------- | ------- |
| Máximo goleador de la Eredivisie | 2019-20 |